# Théâtre ONYX
ONYX est un théâtre de danse, créé en 1988 et situé sur la commune de Saint-Herblain. Géré jusqu’en 2004 sous forme associative, avec la salle La Carrière, puis sous forme d' Établissement public de coopération culturelle, ONYX est désormais  un service municipal de la commune de Saint-Herblain. ONYX est une scène conventionnée d'intérêt national .

## Architecture
La construction de l’espace culturel ONYX, achevée fin 1988, a été confiée à l'architecte Myrto Vitart, associée de Jean Nouvel. C’est une boîte noire parfaitement cubique. Le bâtiment est représentatif de la production architecturale minimaliste des années 1980. Dans tout le bâtiment, on retrouve des formes carrées ou tout au moins rectilignes. Les couleurs sont également monochromes (noir, gris et métallique). Des touches de rouge sont présentes pour guider le public dans le hall et la salle. Sa forme cubique, compacte, densifiée au maximum, les couleurs monochromes noires et grises, contrastent avec les courbes et les lumières de Atlantis le Centre.

## Scène conventionnée
Le Théâtre ONYX est une scène conventionnée d'intérêt national. Ce label est une reconnaissance du Ministère de la Culture. Un nouveau conventionnement avec l'Etat est en cours d'élaboration.

## Festivals
- Festival Jours de fête : festival regroupant des spectacles de rue, des concerts, du cirque et des installations plastiques
- Festival Soleils bleus : festival de jazz
- Festival Nijinskid : festival de danse Jeune public et familles
- Festival Les Inso' Nantes

### Galerie photos

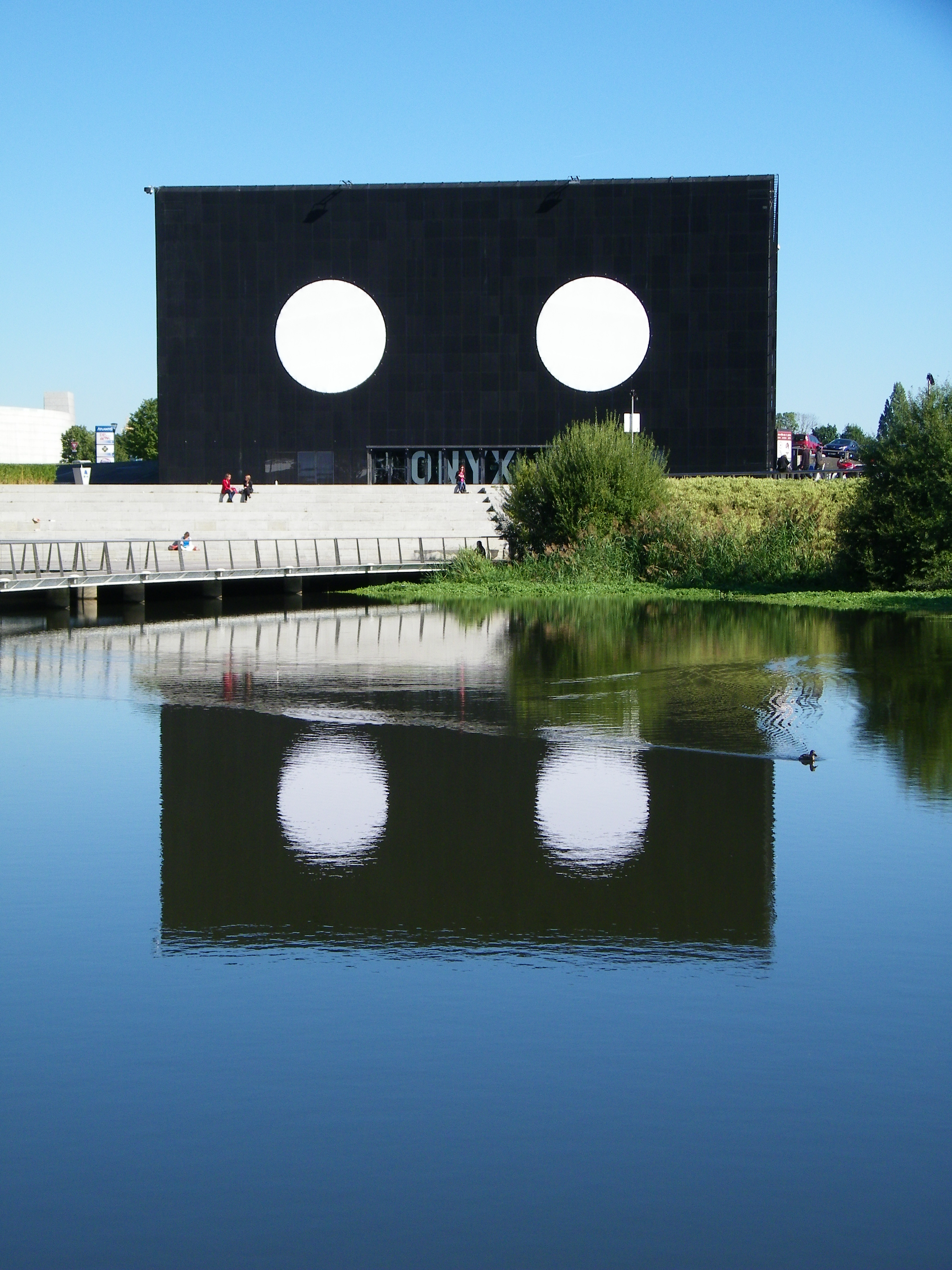
Le théâtre et ses alentours
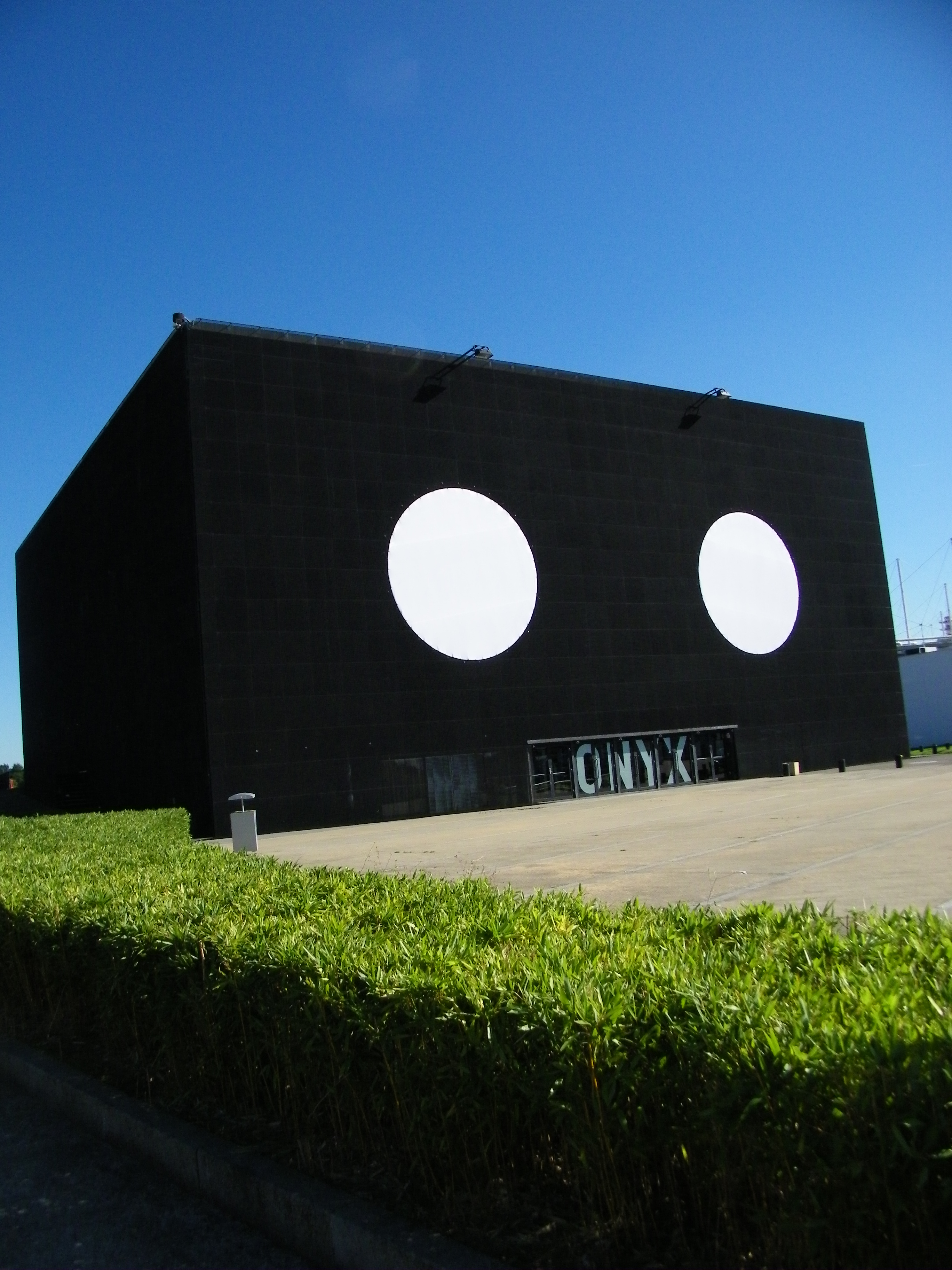
Le théâtre
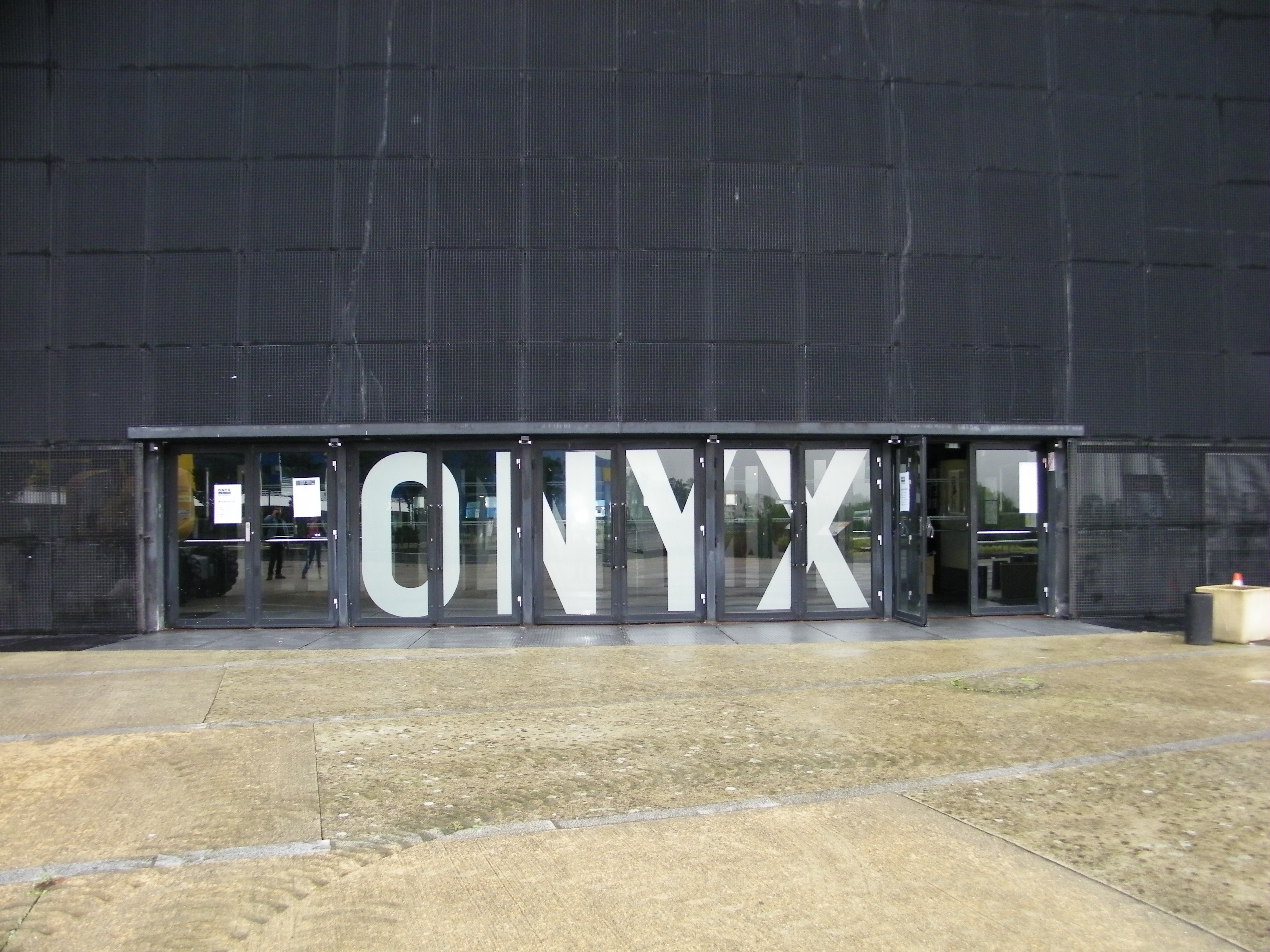
L'entrée du théâtre
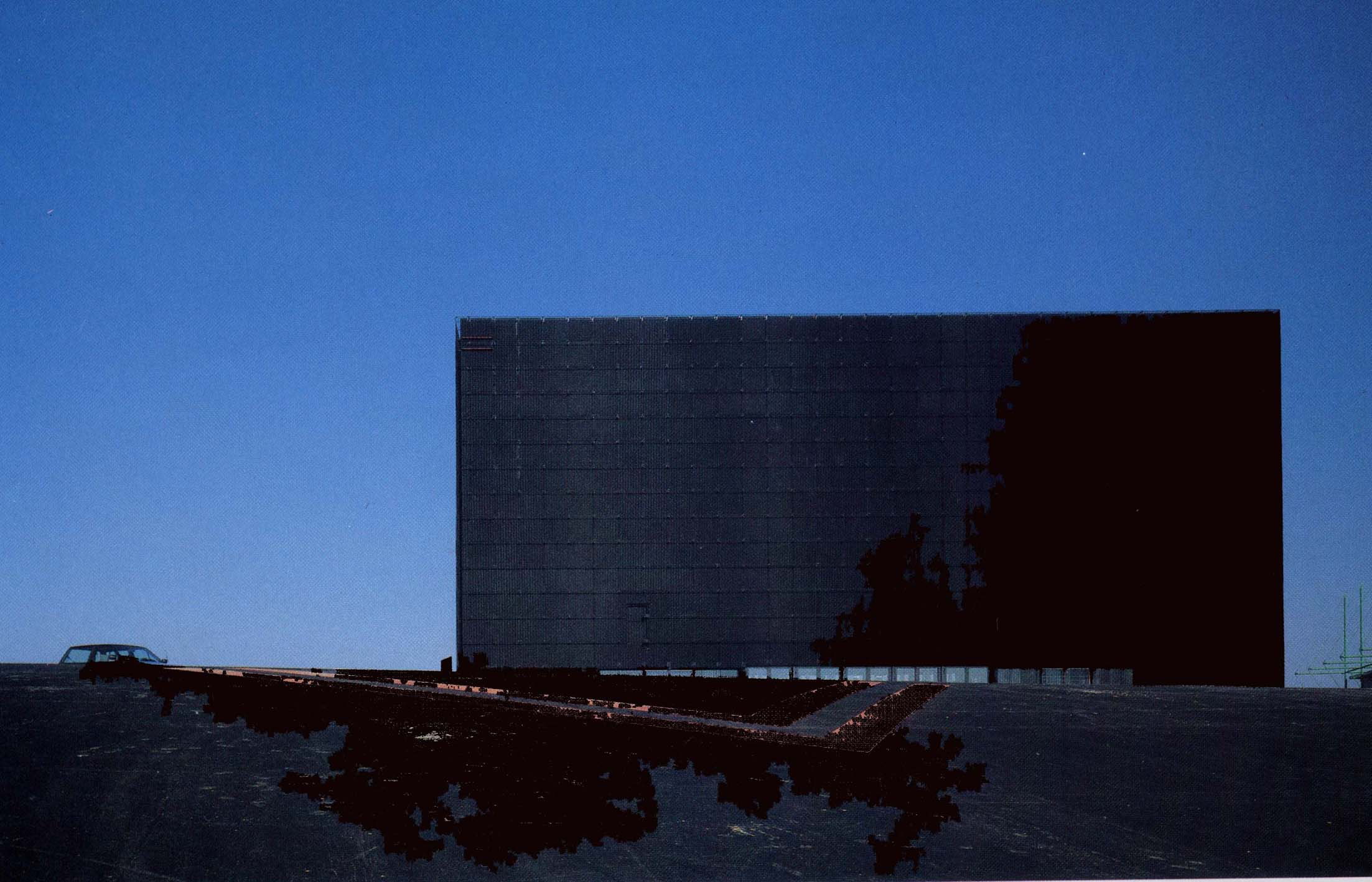
Le théâtre de nuit
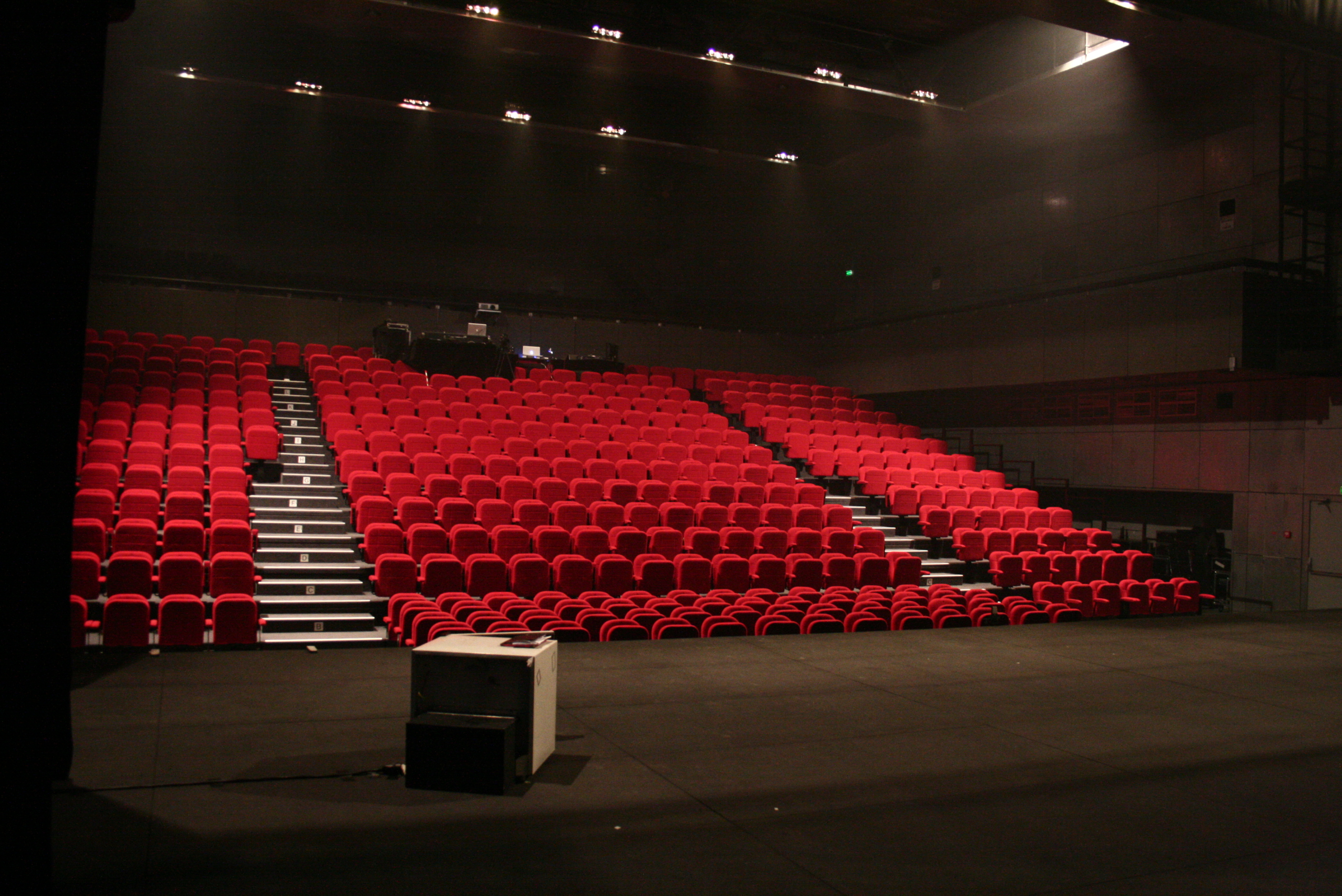
La salle de spectacle
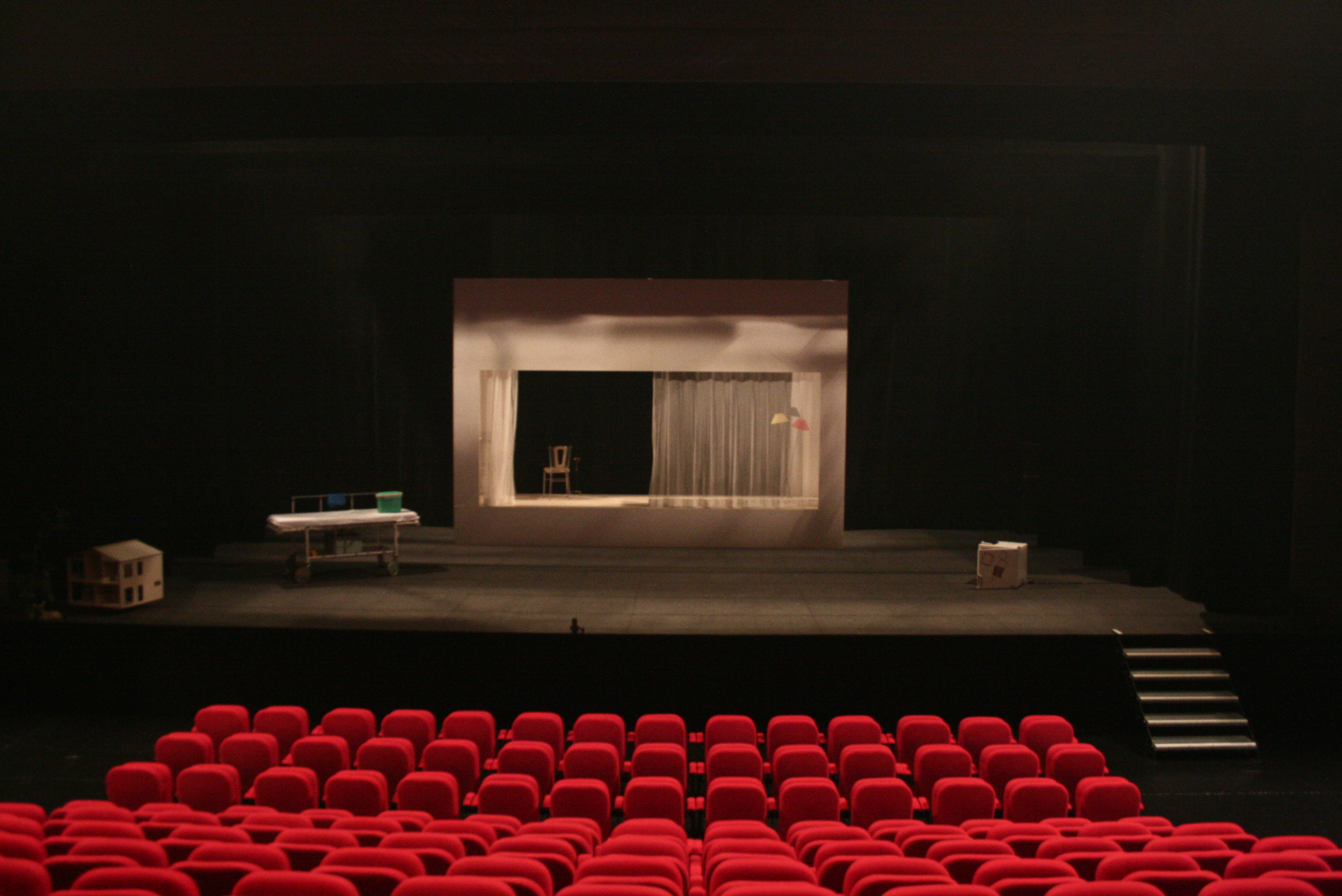
La scène du théâtre
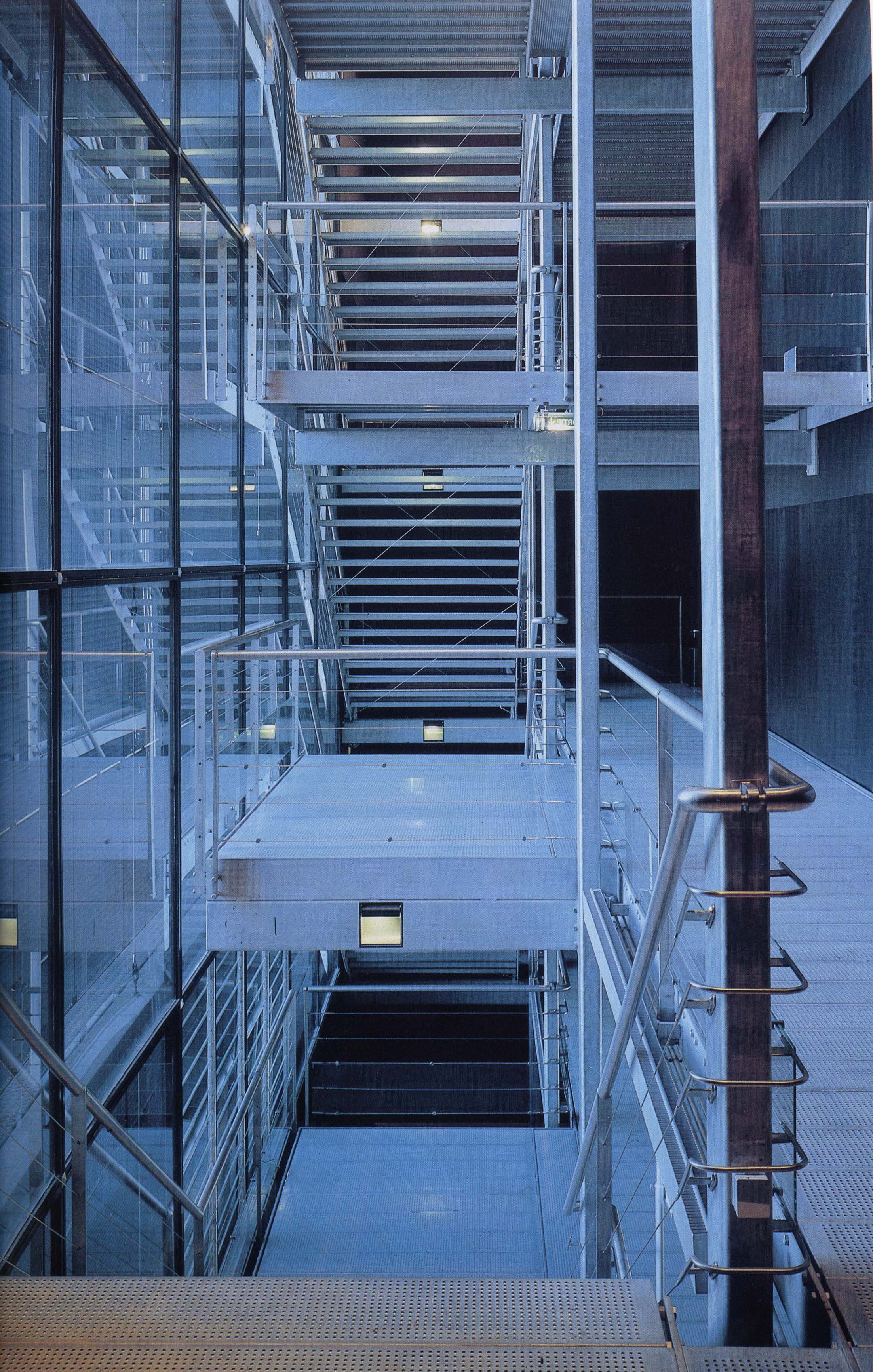
L'intérieur du théâtre
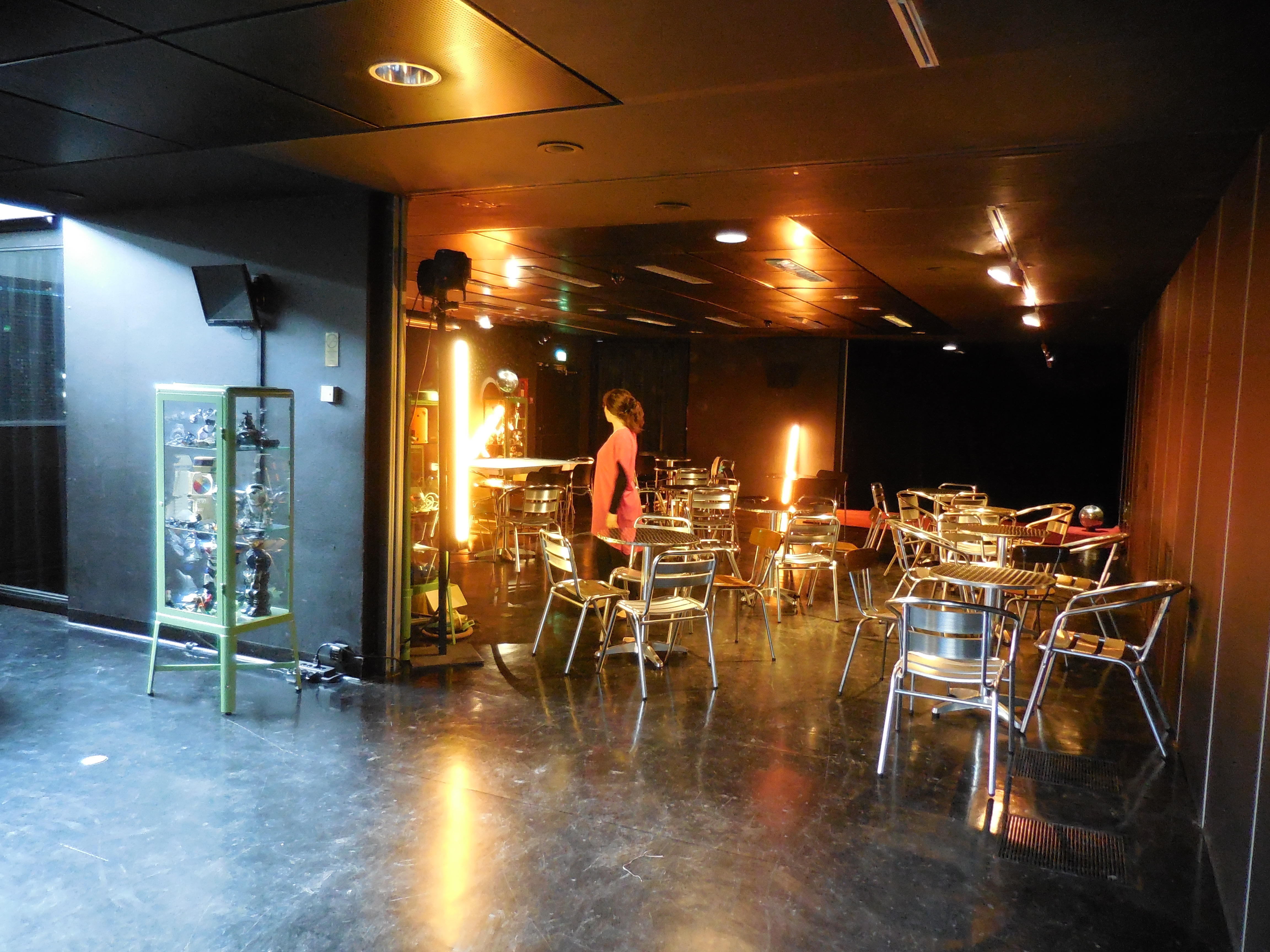
Le sous-sol du théâtre
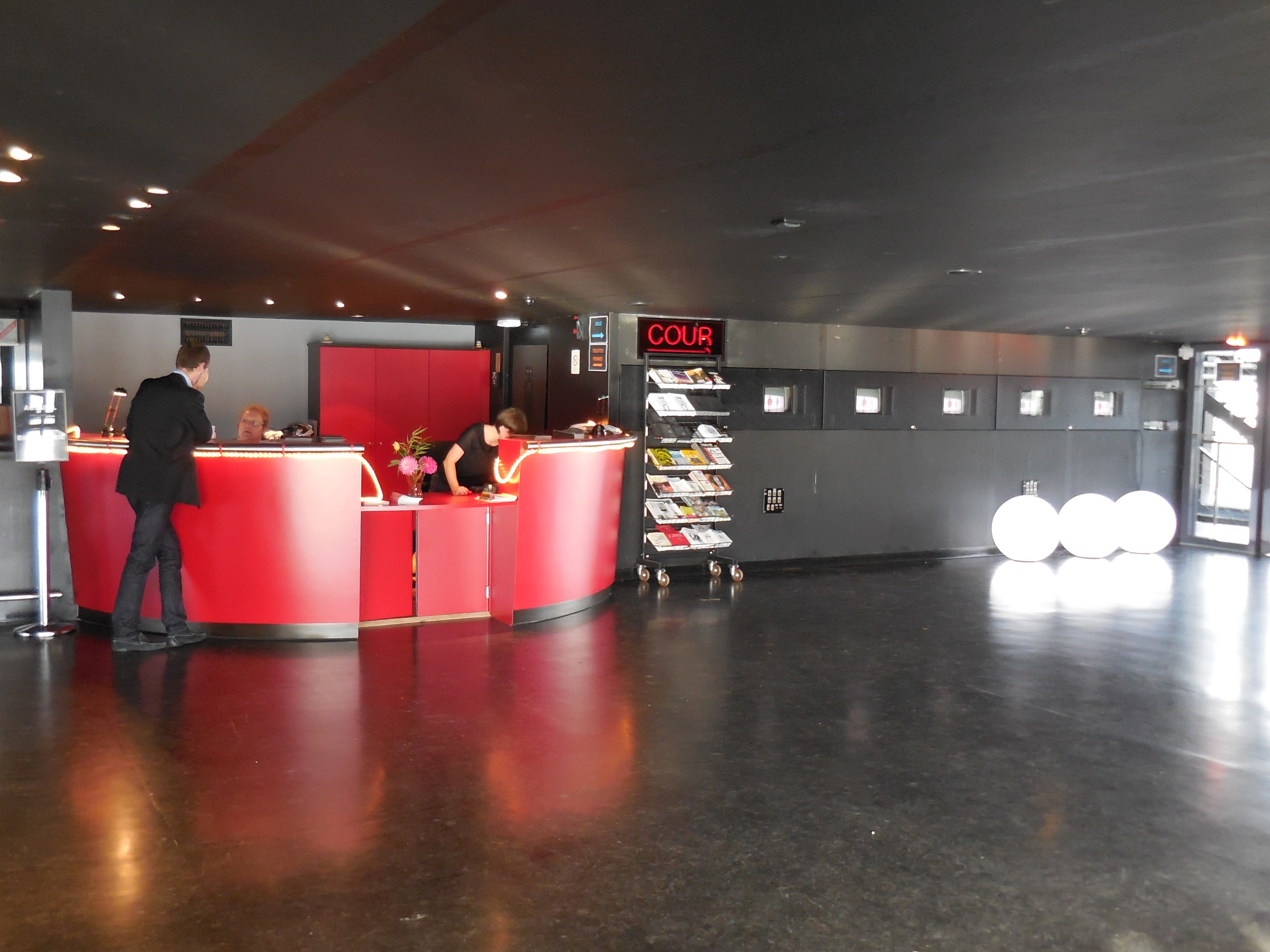
Le hall d'entrée du théâtre
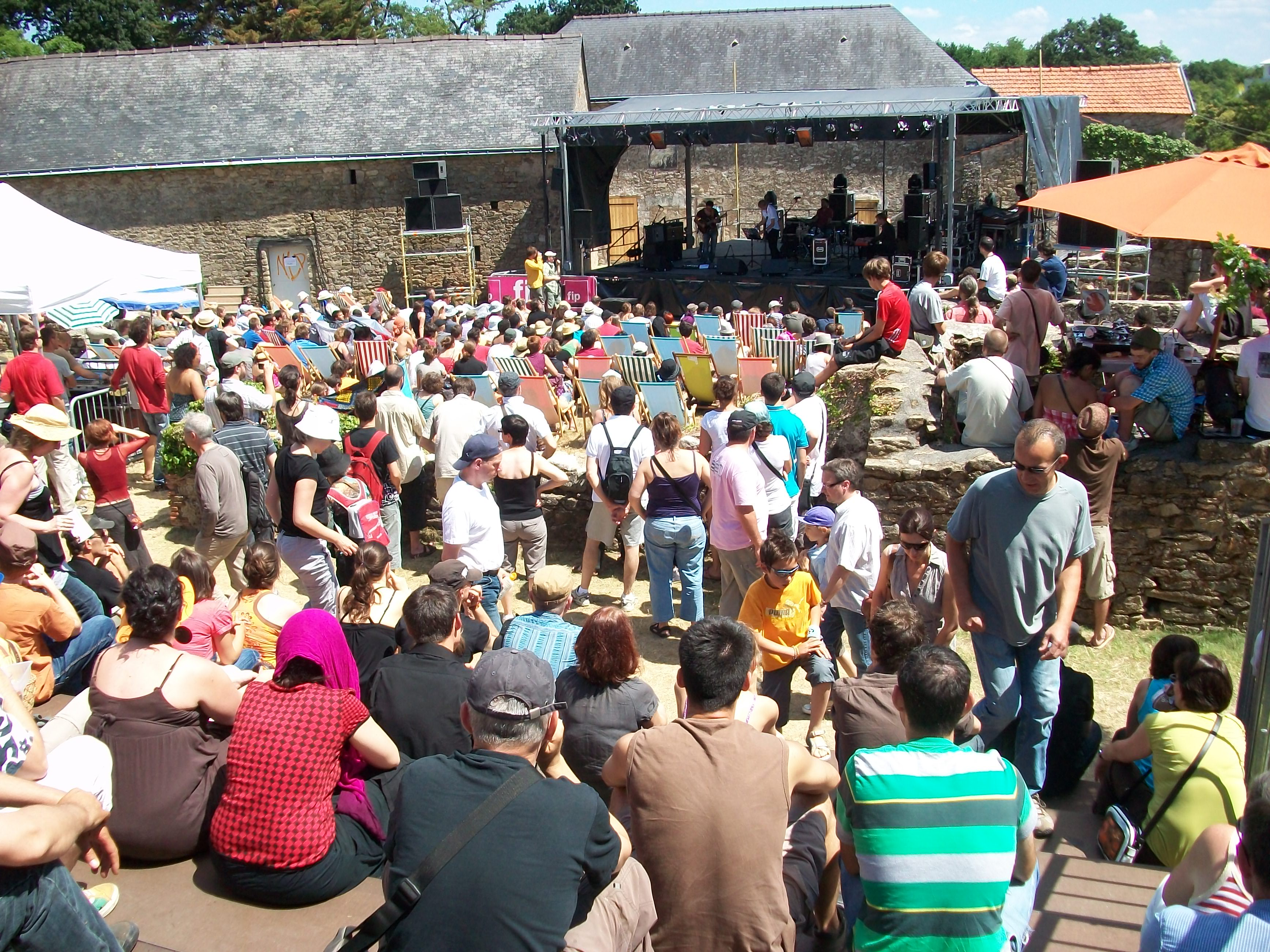
Le festival Soleils bleus
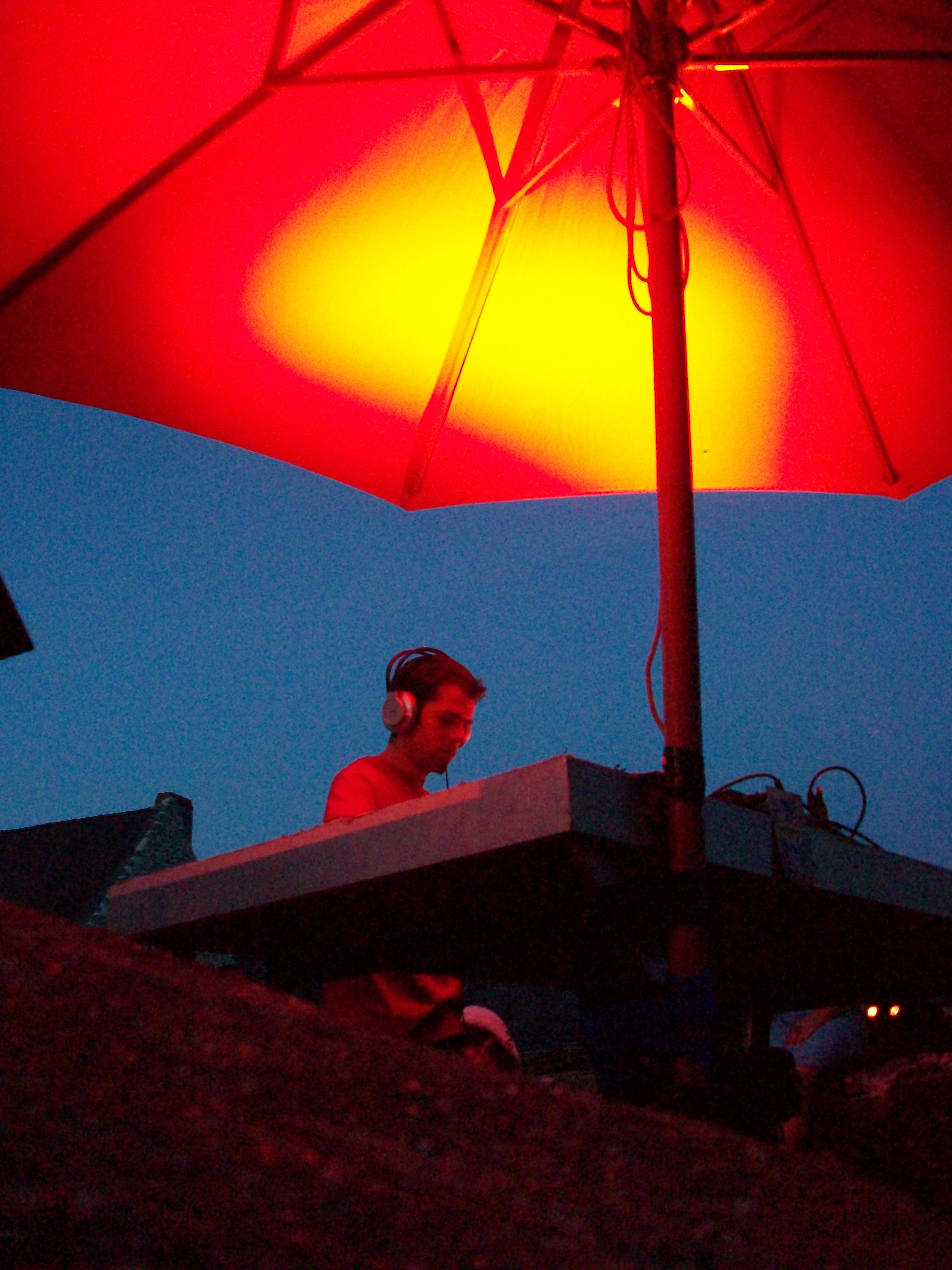
Le festival Soleils bleus de nuit
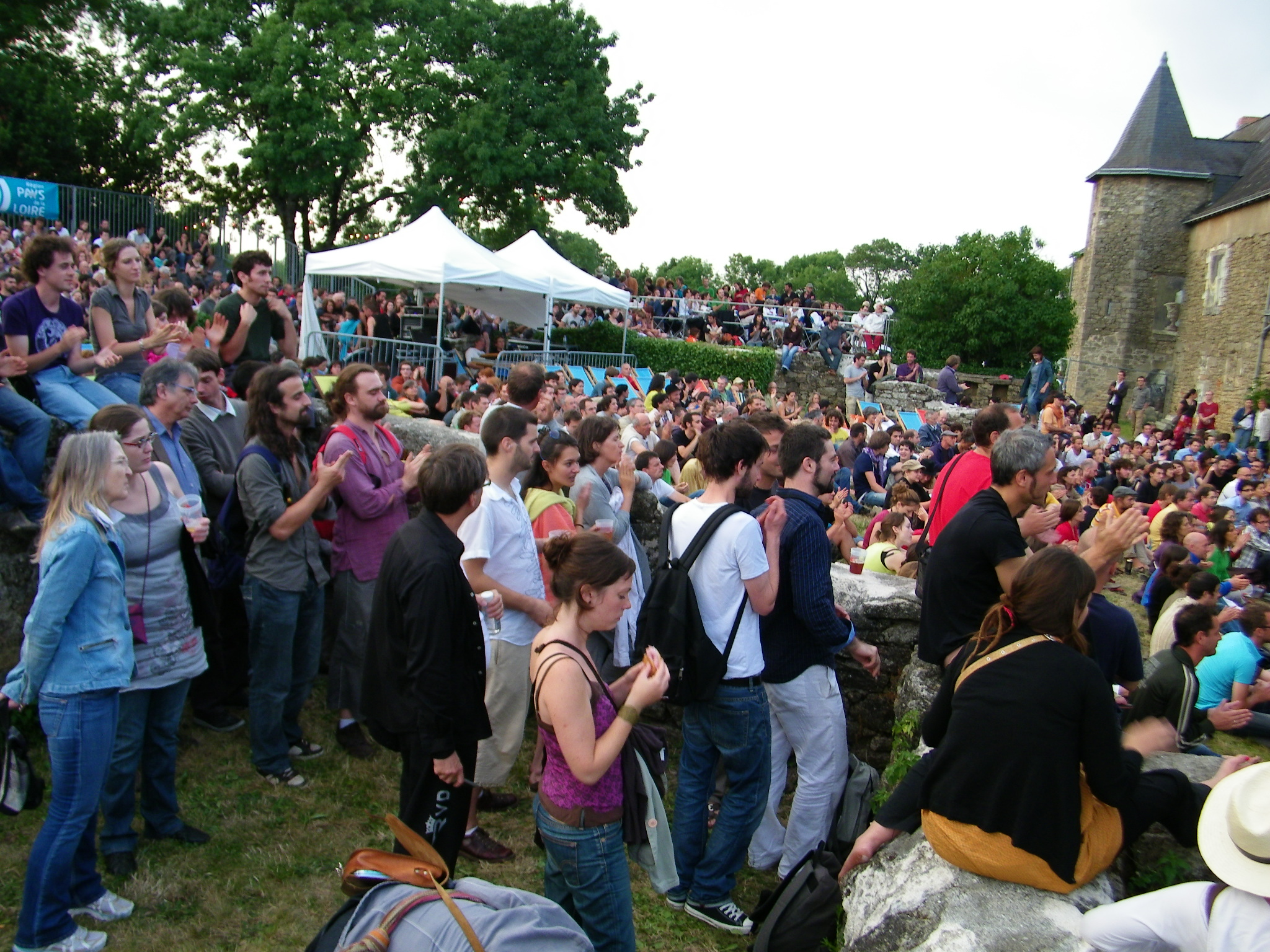
Le festival Soleils bleus en 2010